# Palaeos
Palaeos es un sitio web que trata sobre biología, paleontología, cladística y geología, cubriendo la historia de la Tierra. Es una referencia bien considerada y citada frecuentemente en publicaciones tales como Science y por profesionales tales como el paleontólogo Michael J. Benton.
Palaeos.com fue iniciado por Toby Kazlev y Alan White, a los que se unió posteriormente Chris Taylor, Mikko Haaramo del Departamento de Geología de la Universidad de Helsinki y Chris Clowes. Cuenta con artículos de nivel profesional acerca de:
- Paleontología, evolución y sistemática.
- Geocronología, sistemas terrestres y escala temporal.
- Biodiversidad y ecología.

Palaeos.org es un wiki que usa el tradicional software MediaWiki para permitir la colaboración voluntaria de sus miembros.